# Myrmoteras indicum
Myrmoteras indicum es una especie de hormiga del género Myrmoteras, tribu, Myrmoteratini, orden Hymenoptera. Fue descrita por Moffett en 1985.

## Descripción
Posee pelos cortos, mandíbulas largas y labio superior (labrum) redondeado.

## Distribución
Se distribuye por India. Se ha encontrado a elevaciones de 1250 metros.